# Christian Assaf
Pour les articles homonymes, voir Assaf.
Christian Assaf, né le 1er septembre 1972 à Nîmes est un homme politique français. Membre du Parti socialiste (PS), il est de 2012 à juin 2017, député de la 8e circonscription de l'Hérault.

## Biographie
Né à Nîmes, sa mère est d’origine catalane et son père, Billy Assaf, d’origine libanaise, dirigeait le Samu de Nîmes.
Au cours de ses études en sciences économiques à l'Université Montpellier I, il devient militant associatif et syndical. Il rencontre Georges Frêche qui lui propose d'intégrer son cabinet où il est successivement chargé de mission, chef puis directeur. En 2004, Christian Assaf dirige la campagne de la liste de gauche conduite par Georges Frêche en vue des élections régionales. Après la victoire, Christian Assaf dirige le cabinet de Georges Frêche à la Région Languedoc-Roussillon avant de démissionner, en 2007, pour cause de divergences politiques avec le Président de Région.
Il se forge alors une expérience professionnelle de deux ans au sein de la société BRL, chargée d'une mission générale de maîtrise de l'eau.
En 2009, il rejoint le cabinet d'Hélène Mandroux, maire de Montpellier, d’abord aux fonctions de médiateur puis de directeur de cabinet. En 2010, il codirige la campagne d'Hélène Mandroux pour les élections régionales, cette dernière ayant répondu positivement à la demande de Martine Aubry.
Alors que la fédération de l'Hérault du PS a été placée sous tutelle, il siège au sein de la direction collégiale. C'est Christian Assaf qui aura en charge l’organisation des primaires socialistes pour le département de l'Hérault.
En 2012, il se présente aux élections législatives pour la 8e circonscription de l'Hérault, nouvellement créée à la suite du redécoupage des circonscriptions en 2010. Avec 36,08 % des suffrages exprimés, il arrive en tête du premier tour, devant le candidat UMP Arnaud Julien. À l'issue du second tour, il est élu député avec 55,24 % des voix.
Candidat en 17e position sur la liste du candidat socialiste Jean-Pierre Moure, il n'est pas élu lors des élections municipales de mars 2014 à Montpellier.
Après la victoire de Benoît Hamon à la primaire citoyenne de 2017, il est nommé responsable thématique « Asile, intégration » de sa campagne présidentielle,.
Très proche de Carole Delga, il l’accompagne dans sa démarche de construction d'une « nouvelle gauche » en rupture avec la Nouvelle Union populaire écologique et sociale (Nupes) et la direction du Parti socialiste.

## Polémique
- Le 30 janvier 2013, lors du débat à l'Assemblée nationale à propos du projet de loi ouvrant le mariage aux couples de personnes de même sexe, il lance aux opposants: « Le temps du triangle rose est terminé ! », faisant référence au symbole utilisé dans l'univers concentrationnaire nazi pour « marquer » les homosexuels masculins. Le journal Le Monde fait remarquer que Christian Assaf atteint le « point Godwin » alors que Hervé Mariton, juge le propos « inacceptable »[6].